# 鬱南県
鬱南県（うつなんけん）は中華人民共和国広東省雲浮市に位置する県。

## 歴史
1914年に鬱南県が設置された。

## 行政区画
下部に15鎮を管轄する
- 都城鎮、平台鎮、桂圩鎮、通門鎮、建城鎮、宝珠鎮、大方鎮、千官鎮、大湾鎮、河口鎮、宋桂鎮、東壩鎮、連灘鎮、歴洞鎮、南江口鎮